# صورة معكوسة

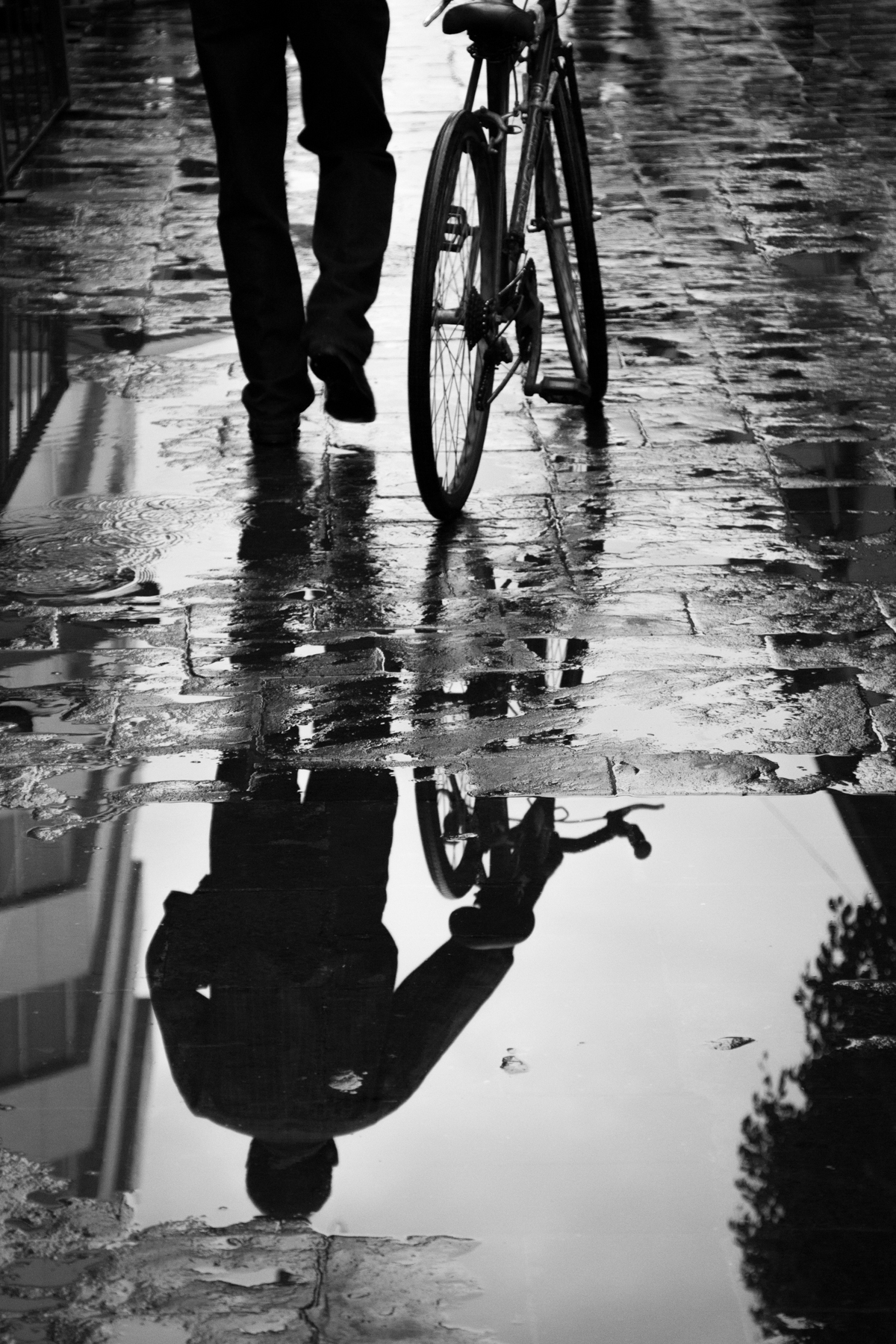
صورة دراجة منعكسة على سطح بركة من الماء

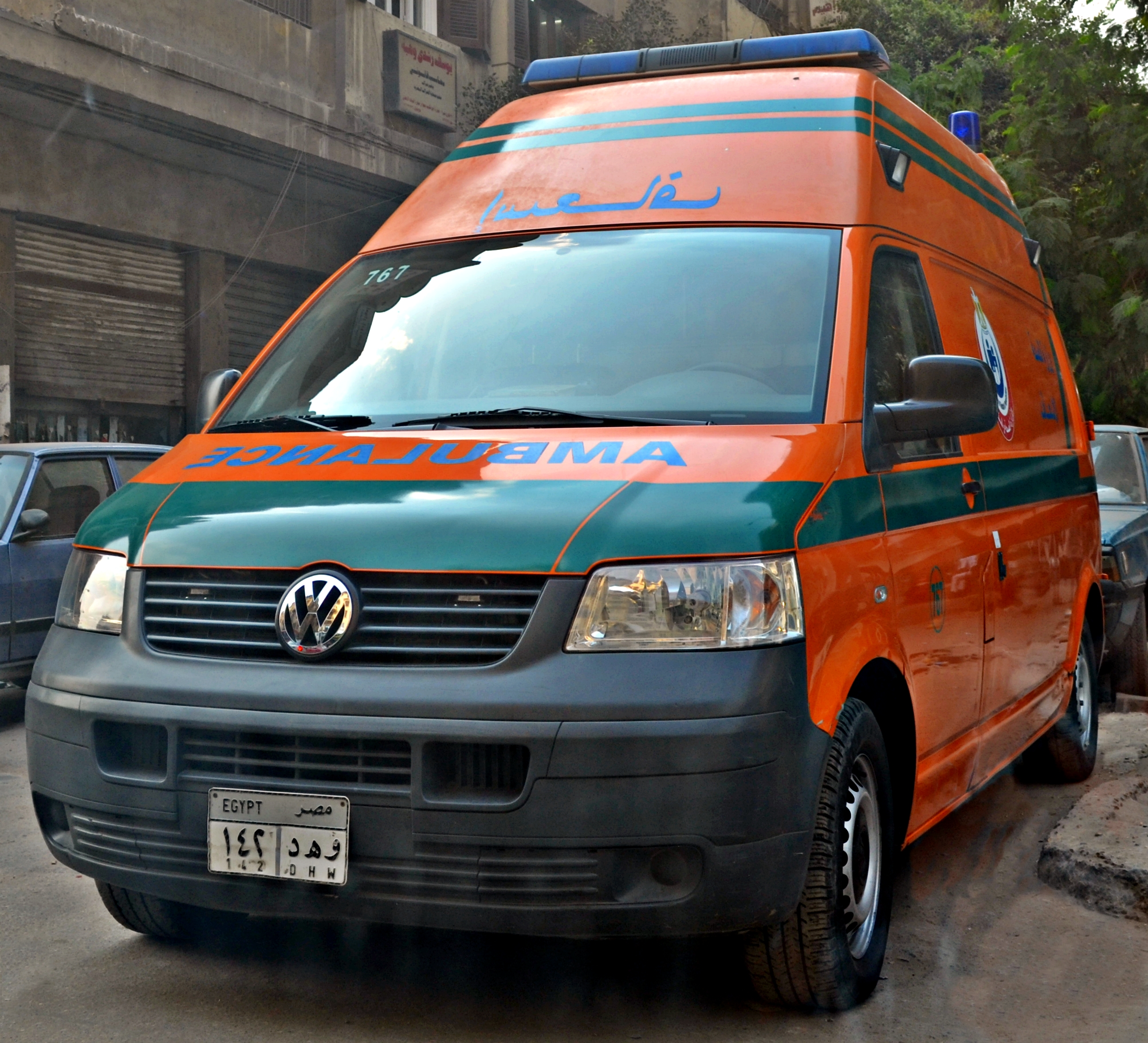
كلمة «إسعاف» تُكتب معكوسة على سيارة الإسعاف لتظهر صحيحة في مرآة السيارة.

الصورة المعكوسة هو انعكاس لصورة بحيث تكون مماثلة للأصل ولكن يمينها يصبح محل يسارها. وينشأ انعكاس الصورة على سطح المرآة أو الماء بسبب الظاهرة الانعكاس في الفيزياء.

## في الهندسة

### حالة البعدين

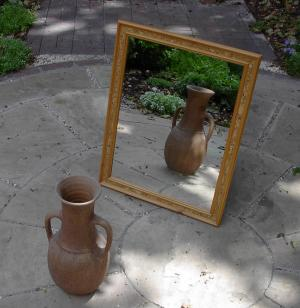
صورة قدر في المرآة

تكون صورة الجسم معكوسة في بعدين وهي صورة تنشأ عن انعكاس الضوء على مرآة مستوية. وتكون الصورة بنفس حجم الجسم الأصلي، إلا أنها تختلف عنه حيث تكون معكوسة. أي يكون اليمين في اليسار ويكون اليسار في الصورة المعكوسة هو يمين الجسم أمام المرآة.

### الانعكاس لثلاثة أبعاد

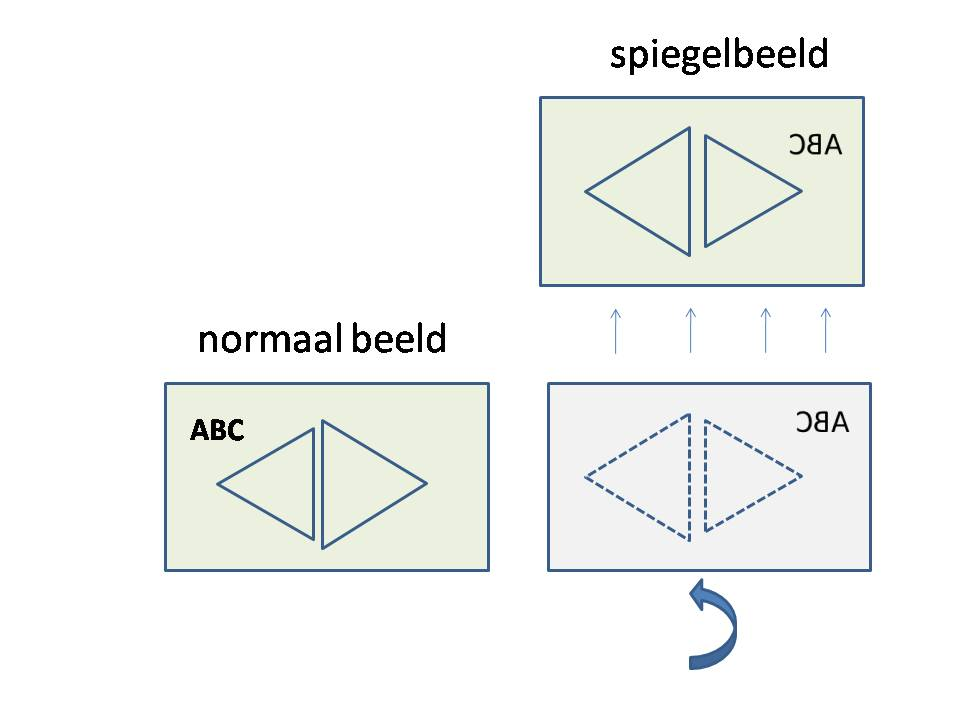
اليسار: الشكل الأصلي. واليمين، فوق: صورة الشكل في المرآة. واليمين، تحت: خلفية الشكل (خطوط متقطعة) وهي تماثل صورة الشكل في المرآة.

وهو انعكاس الإحجام على المرآة حيث يكون للجسم الأصلي ثلاثة أبعاد، وهي الطول والعرض والارتفاع.
فإذا كانت على الجسم الأصلي ممثلة بالأبعاد (x, y,z) فتكون أبعاد الصورة المعكوسة (عندما يكون مستوي المرآة y, z) تكون أبعاد الصورة في المرآة (-x, y,z)، أي أن الانعكاس على المرآة المستوية يتسبب في عكس الإحداثيات (الأبعاد) على الخط العمودي على مستوي المرآة.
فإذا أمسكنا في يدنا شيء ونظرنا إلى صورتها في المرآة نجد أن يمين الشيء أصبح يسار صورته، أي انتقل 180 درجة (من اليمين إلى اليسار].

## اقرأ أيضًا
- الانعكاس
- موجة كهرومغناطيسية
- مقدمة موجة
- طور موجة
- رادار
- مرشح التداخل
- مرآة ساخنة